# Ury
 Ury  es una comuna y población de Francia, en la región de Isla de Francia, departamento de Sena y Marne, en el distrito de Fontainebleau y cantón de La Chapelle-la-Reine.
No está integrada en ninguna Communauté de communes u organismo similar.

## Demografía
| 392 | 477 | 518 | 491 | 578 | 535 | 573 | 572 | 588 | 553 | 585 | 586 | 586 | 611 | 590 | 556 | 546 | 511 | 509 | 459 | 422 | 398 | 455 | 444 | 497 | 529 | 526 | 483 | 587 | 708 | 706 | 757 | 828 |
| Para los censos de 1962 a 1999 la población legal corresponde a la población sin duplicidades (Fuente: INSEE [Consultar]) |     |     |     |     |     |     |     |     |     |     |     |     |     |     |     |     |     |     |     |     |     |     |     |     |     |     |     |     |     |     |     |     |